# هرزگی (فیلم)
هرزگی (ایتالیایی: Oscenità) با نامِ کاملِ وقتی عشق هرزگی است (ایتالیایی: Quando l'amore è oscenità) یک فیلم درام به کارگردانی رناتو پلسلی است که در سال ۱۹۸۰ منتشر شد. نسخه کامل و سانسور نشدهٔ فیلم شامل صحنه‌هایی از انواع مختلف فعالیت‌های جنسی (که برخی از آنها هاردکور هستند) و صحنه‌هایی از خشونت/خونریزی است. از بازیگران فیلم می‌توان به ایزارکو راوائیولی و کارلا مانچینی اشاره کرد.